# Gebusei
Secondo la Bibbia ebraica (1 Cronache 11,4-8), i Gebusei (in ebraico יְבוּסִי‎?, Yəḇūsī) erano una tribù canaanita che, sul monte Sion, ha costruito e abitato Gebus, prima della sua conquista da parte del re Davide, che in quel luogo edificò Gerusalemme.